# Eugène Goossens (Dirigent, 1867)
Eugène Goossens (* 28. Januar 1867 in Bordeaux; † 31. Dezember 1958 in London) war ein französischer Dirigent und Violinist belgischer Herkunft.

## Leben
Goossens war Sohn des gleichnamigen belgischen Dirigenten Eugène Goossens. Er studierte am Brüsseler Konservatorium bei Alexandre Cornelis Violine und bei François-Auguste Gevaert Komposition, anschließend zwischen 1891 und 1892 an der Royal Academy of Music in London. Er spielte unter Leitung seines Vaters im Orchester der in England damals bekannten Operngesellschaft Carl Rosa Company und löste diesen 1899 als Ersten Dirigenten ab. Goossens blieb bis 1915 erfolgreicher Dirigent der Company. Er wurde 1926 als Mitglied in die „British National Opera Company“ aufgenommen.
Eugène Goossens war Vater des Komponisten und Dirigenten Sir Eugène Aynsley Goossens (1893–1962), der Harfenistinnen Marie Goossens (1894–1991) und Sidonie Goossens (1899–2004), des Hornisten Adolph Goossens (1896–1916) und des Oboisten Léon Goossens (1897–1988).